# هیولایی در پاریس
هیولایی در پاریس (فرانسوی: Un monstre à Paris‎) یک فیلم انیمیشن فرانسوی در سبک فانتزی و موزیکال به کارگردانی بیبو برژرون است که در سال ۲۰۱۱ منتشر شد. کمپانی سازنده این انیمیشن کمپانی بیبو فیلمز است. این انیمیشن به نویسندگی لوک بسون، استفانه کازاندیان و توسط اروپاکروپ ساخته شده‌است. از صداپیشگان آن می‌توان به ونسا پارادی، بیبو برژرون، فرانسوا کلوزه، آدام گلدبرگ، شان لنون، مادلین زیما، باب بالابان، متیو گچی، کاترین اوهارا و جاد المالح اشاره کرد. بسیاری از قسمت‌های فیلم با اقتباس مستقیم از کتاب شبح اپرا اثر گاستون لورو ساخته‌است. این فیلم در ۱۲ اکتبر ۲۰۱۱ منتشر شد. هیولایی در پاریس همچنین توسط فرانسه ۳، کانال+، تلویزیون فرانسه، دولت فدرال بلژیک تولید شده. موسیقی آن توسط متیو چدید، شان لنون و پاتریس رنسون ساخته‌شده‌است. از خوانندگان مشهور فیلم می‌توان به ونسا پارادی، شان لنون و متیو جدید اشاره کرد.

## موضوع فیلم
داستان فیلم در سال ۱۹۱۰ و در نزدیکی رود سن اتفاق می‌افتد.
«امیل» آپارات‌چی خجالتی که علاقه زیادی به فیلم دارد و عاشق همکار سینمایی اش، «ماد» است. دوستش «رائول» مخترع و راننده تحویل دهنده پرهیجان، شبی امیل را از سرکار می‌برد تا کمربند جدیدی برای پروژکتورش تهیه کند، به آزمایشگاهی رفته و با میمونی به اسم چارلز آشنا شده که این میمون قبلاً به آنها دربارهٔ مواد موجود در آزمایشگاه هشدار داده، اما با بی‌توجهی رائول به اشتباه موجب به وجود آمدن هیولایی می‌شوند که شهروندان پاریس را به وحشت انداخته‌است و در این میان «کمیسر» به دنبال سوءاستفاده از موقعیت است. «لوسیل» ستاره موسیقی به‌طور اتفاقی متوجه هنر موسیقی هیولا شده و او را به اتاق خود برده و رفتار دوستانه‌ای با آن هیولا که نامش را «فرانکوئر» گذاشت، برقرار می‌کند. «کارلوتا»، خاله لوسیل، می‌خواهد با کمیسر پلیس ثروت‌مند و نامزد شهردار ویکتور مینوت ازدواج کند، و خود لوسیل با ویکتور ازدواج کند، اما لوسیل قادر به انجام این کار نیست و ظاهراً از ویکتور خوشش نمی‌آید. سپس با آمدن هیولا به زندگی لوسیل اتفاقاتی برای او، امیل و رائول رقم می‌خورد…

## صداپیشگان و شخصیت‌ها
| شخصیت             | صداگذار فرانسوی | صداگذار انگلیسی | صداگذار فارسی (آواژه) |
| ----------------- | --------------- | --------------- | --------------------- |
| فرانکوئور (هیولا) | متیو چدید       | شان لنون        | اشکان صادقی           |
| لوسیو             | ونسا پارادی     | ونسا پارادی     | آنیتا قالیچی          |
| رائول             | گاد الماله      | آدام گلدبرگ     | مجید حبیبی            |
| ویکتور مینوت      | فرانسوا کلوزه   | دنی هیوستون     | حامد عزیزی            |
| ماد               | لودیوین_سنیه    | مادلین زیما     | دیانوش آصف وزیری      |
| مادام کارلوتا     | ژولی_فریه       | کاترین اوهارا   |                       |
| آلبرت             | برونو سالومون   | متیو گچی        |                       |
| امیل              | سباستین دژور    | جی هرینگتون     | اشکان صادقی           |
| بازرس پاته        | فیلیپ پیتیو     | باب بالابان     | علی باقرلی            |

## موسیقی
موسیقی فیلم شامل چند آهنگ به دو زبان فرانسوی و انگلیسی است. نسخه انگلیسی آهنگ لا سن (به انگلیسی: La Seine) چند روز پس از انتشار انیمیشن، منتشر شد. این آلبوم به متیو چدید و ونسا پارادی اختصاص دارد.

## انتقاد
این انیمیشن در ۲۰۱۱ ور کشورهای فرانسه، کانادا، بلژیک، کره جنوبی و روسیه اکران شد. در سال ۲۰۱۲ در کرواسی، کویت، مجارستان، بریتانیا، ایرلند، ایالات متحده، مالت، اسرائیل، استونی، آلمان، ترکیه، سوئد اکران شد. سال بعد. ۲۰۱۳ در پرتغال، هلند، لیتوانی، تایوان، مکزیک، ایتالیا، ایران و ژاپن منتشر شد. این فیلم نقدهای مثبت بسیاری دریافت کرد. در راتن تومیتوز، بر اساس ۲۳ بررسی (۲۰ «تازه» و ۳ «فاسد») امتیاز کلی آن ۸۷ درصد شد.

## نامزدی‌ها
| سال  | جایزه              | نام جایزه                 | نتیجه    |
| ---- | ------------------ | ------------------------- | -------- |
| ۲۰۱۲ | جایزه سزار (اسکار) | بهترین انیمیشن            | نامزدشده |
| ۲۰۱۲ | جایزه سزار         | بهترین موسیقی فیلم        | نامزدشده |
| ۲۰۱۴ | جایزه آنی          | بهترین طراحی سازی انیمیشن | نامزدشده |